# Agusan du Sud
Agusan del Sur est une province des Philippines située dans l'est de l'île de Mindanao.

## Villes et municipalités
Municipalités
- Bunawan
- Esperanza
- La Paz
- Loreto
- Prosperidad
- Rosario
- San Francisco
- San Luis
- Santa Josefa
- Sibagat
- Talacogon
- Trento
- Veruela

Villes
- Bayugan